# Boksen op de Europese Spelen 2019
Boksen was een van de sporten die werden beoefend tijdens de Europese Spelen 2019 in Minsk, Wit-Rusland. Het toernooi begon op 21 juni en eindigde op 30 juni. Er deden 258 mannen en 59 vrouwen mee, die streden in tien gewichtsklassen bij de mannen en vijf bij de vrouwen.  Voor de mannen gold het toernooi ook als 43e editie van de Europese kampioenschappen. 

## Medailles

### Mannen
| Gewichtsklasse              | Goud                   | Zilver                | Brons                                |
| --------------------------- | ---------------------- | --------------------- | ------------------------------------ |
| Lichtvlieggewicht (– 49 kg) | Arthur Hovhannisyan    | Sakhil Alakhverdovi   | Regan Daly Federico Serra            |
| Vlieggewicht (– 52 kg)      | Gabriel Escobar        | Daniel Asenov         | Manuel Cappai Galal Yafai            |
| Bantamgewicht (– 56 kg)     | Kurt Walker            | Mykola Butsenko       | Peter McGrail Sharafa Raman          |
| Lichtgewicht (– 60 kg)      | Dzmitry Asanau         | Gabil Mamedov         | Karen Tonakanyan Otar Eranosyan      |
| Halfweltergewicht (– 64 kg) | Hovhannes Bachkov      | Sofiane Oumiha        | Enrico Lacruz Luke McCormack         |
| Weltergewicht (– 69 kg)     | Pat McCormack          | Khariton Agrba        | Lorenzo Sotomayor Yevhenii Barabanov |
| Middengewicht (– 75 kg)     | Oleksandr Chyzjnjak    | Salvatore Cavallaro   | Andrej Csemez Michael Nevin          |
| Halfzwaargewicht (– 81 kg)  | Loren Alfonso          | Benjamin Whittaker    | Simone Fiori Gor Nersesyan           |
| Zwaargewicht (– 91 kg)      | Muslim Gadzhimagomedov | Uladzislau Smiahlikau | Toni Filipi Cheavon Clarke           |
| Superzwaargewicht (+ 91 kg) | Victor Vykhryst        | Mourad Aliev          | Marko Milun Nelvie Tiafack           |

### Vrouwen
| Gewichtsklasse          | Goud               | Zilver              | Brons                                |
| ----------------------- | ------------------ | ------------------- | ------------------------------------ |
| Vlieggewicht (– 51 kg)  | Buse Naz Çakıroğlu | Svetlana Soluianova | Sandra Drabik Gabriela Dimitrova     |
| Vedergewicht (– 57 kg)  | Stanimira Petrova  | Michaela Walsh      | Jemyma Betrian Daria Abramova        |
| Lichtgewicht (– 60 kg)  | Mira Potkonen      | Kellie Harrington   | Anastasia Belyakova Agnes Alexiusson |
| Weltergewicht (– 69 kg) | Karolina Koszewska | Assunta Canfora     | Gráinne Walsh Nadine Apetz           |
| Middengewicht (– 75 kg) | Lauren Price       | Nouchka Fontijn     | Darima Sandakova Elżbieta Wójcik     |

## Medailleklassement
| Plaats | Land             | Goud | Zilver | Brons | Totaal |
| 1      | Groot-Brittannië | 2    | 1      | 4     | 7      |
| 2      | Oekraïne         | 2    | 1      | 1     | 4      |
| 3      | Armenië          | 2    | 0      | 2     | 4      |
| 4      | Rusland          | 1    | 3      | 3     | 7      |
| 5      | Ierland          | 1    | 2      | 3     | 6      |
| 6      | Bulgarije        | 1    | 1      | 1     | 3      |
| 7      | Wit-Rusland      | 1    | 1      | 0     | 2      |
| 8      | Polen            | 1    | 0      | 2     | 3      |
| 9      | Azerbaidjan      | 1    | 0      | 1     | 2      |
| 10     | Finland          | 1    | 0      | 0     | 1      |
| 10     | Spanje           | 1    | 0      | 0     | 1      |
| 10     | Turkije          | 1    | 0      | 0     | 1      |
| 13     | Italië           | 0    | 2      | 3     | 5      |
| 14     | Frankrijk        | 0    | 2      | 0     | 2      |
| 15     | Nederland        | 0    | 1      | 3     | 3      |
| 16     | Georgië          | 0    | 1      | 1     | 2      |
| 17     | Duitsland        | 0    | 0      | 3     | 3      |
| 18     | Kroatië          | 0    | 0      | 2     | 2      |
| 19     | Slowakije        | 0    | 0      | 1     | 1      |
| 19     | Zweden           | 0    | 0      | 1     | 1      |
| Totaal | Totaal           | 15   | 15     | 30    | 60     |

Atletiek · Badminton · Basketbal · Boksen · Boogschieten · Gymnastiek · Judo · Kanovaren · Karate · Sambo · Schietsport · Strandvoetbal · Tafeltennis · Wielersport · Worstelen